# Deutsch-Preis

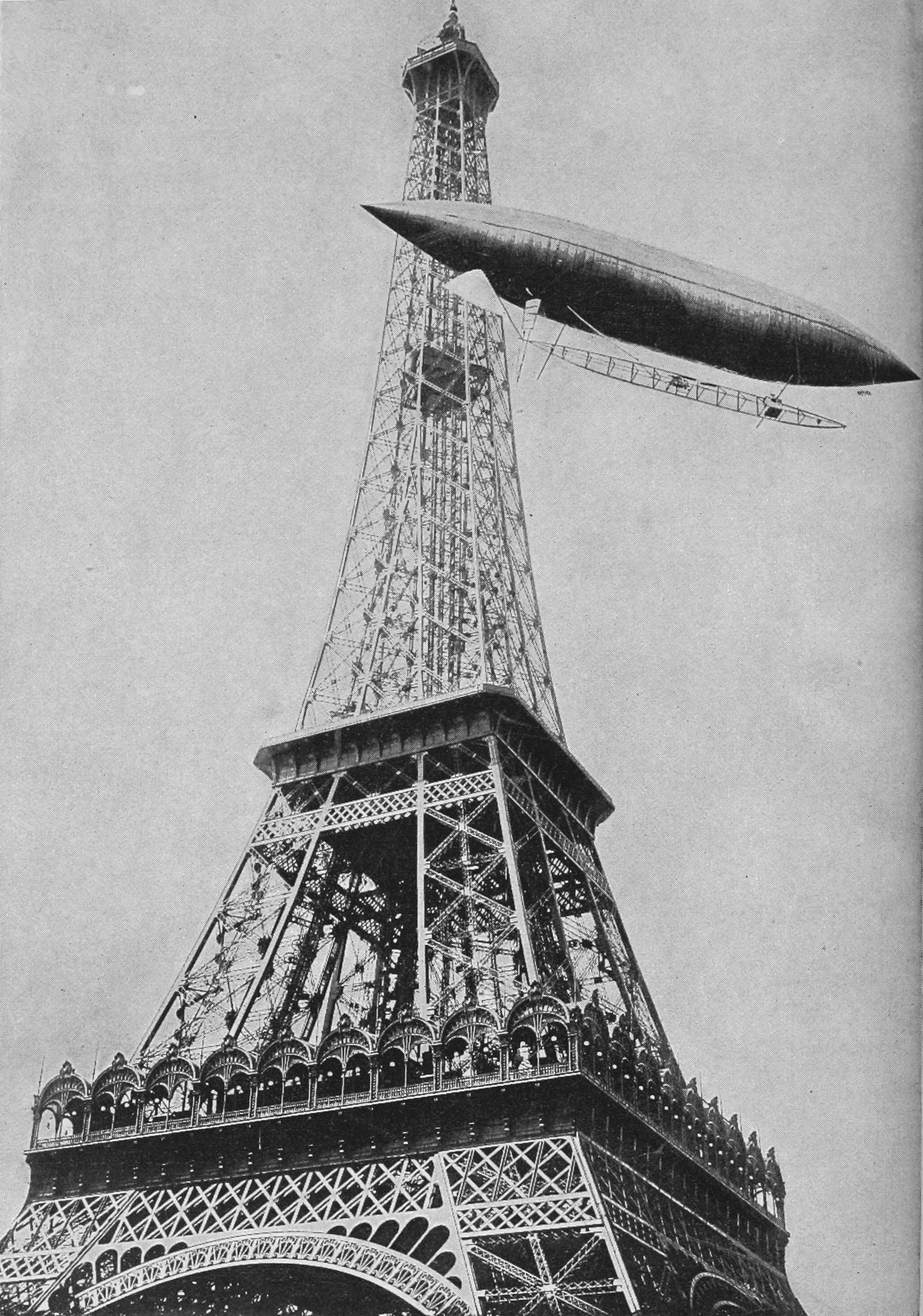
Am 19. Oktober 1901 erringt Dumont mit seinem Luftschiff „No. 6“ den Deutsch-Preis. Das Bild zeigt Dumont am 13. Juli 1901 bei einem vorherigen, fehlgeschlagenen Versuch mit seinem Luftschiff „No. 5“ beim Eiffelturm.

Der Deutsch-Preis ist ein Luftfahrtpreis für „Luftfahrzeuge leichter als Luft“ (Luftschiffe), der im April 1900 vom Öl-Industriellen Henry Deutsch de la Meurthe gestiftet wurde. Häufig wird auch der 1904 von Deutsch ausgelobte Luftfahrtpreis Grand Prix d’Aviation für „Luftfahrzeuge schwerer als Luft“ als Deutsch-Preis bezeichnet.

## Deutsch-Preise

### Deutsch de la Meurthe Preis
Das Preisgeld von 100.000 Franc sollte derjenige erhalten, dem es bis zum 1. Oktober 1903 gelingen würde, von Saint-Cloud aus mit einem Luftschiff den Eiffelturm zu umrunden und ohne Zwischenlandung innerhalb von 30 Minuten wieder am Startplatz zu sein.
Zur Ausschreibung dieses Preises wurde Deutsch durch sein Interesse und Vertrauen in die sich rasch entwickelnden Luftschiffe bewogen.
Einer der Aspiranten auf den Preis war der in Paris lebende Brasilianer Alberto Santos Dumont, der sich seit 1898 mit dem Bau von Luftschiffen beschäftigte. Nach mehreren Fehlversuchen gelang ihm am 19. Oktober 1901 mit seinem sechsten Luftschiff, die Strecke in etwas weniger als 30 Minuten zurückzulegen, obwohl er unterwegs mehrfach den Motor neu starten musste. Der Zeitnehmer des Pariser Aero Club verkündete allerdings, dass er einschließlich der Landung das Zeitlimit um 40 Sekunden überschritten hätte, so dass ihm der Preis verweigert wurde. Unter dem Druck der Pariser Presse gab der Aero Club schließlich nach und erklärte Santos Dumont am 4. November doch noch zum Gewinner. Dieser spendete wie vorher angekündigt die Hälfte des Preisgeldes den Armen von Paris, die andere Hälfte ging an seine Mannschaft.

### Grand Prix d’Aviation

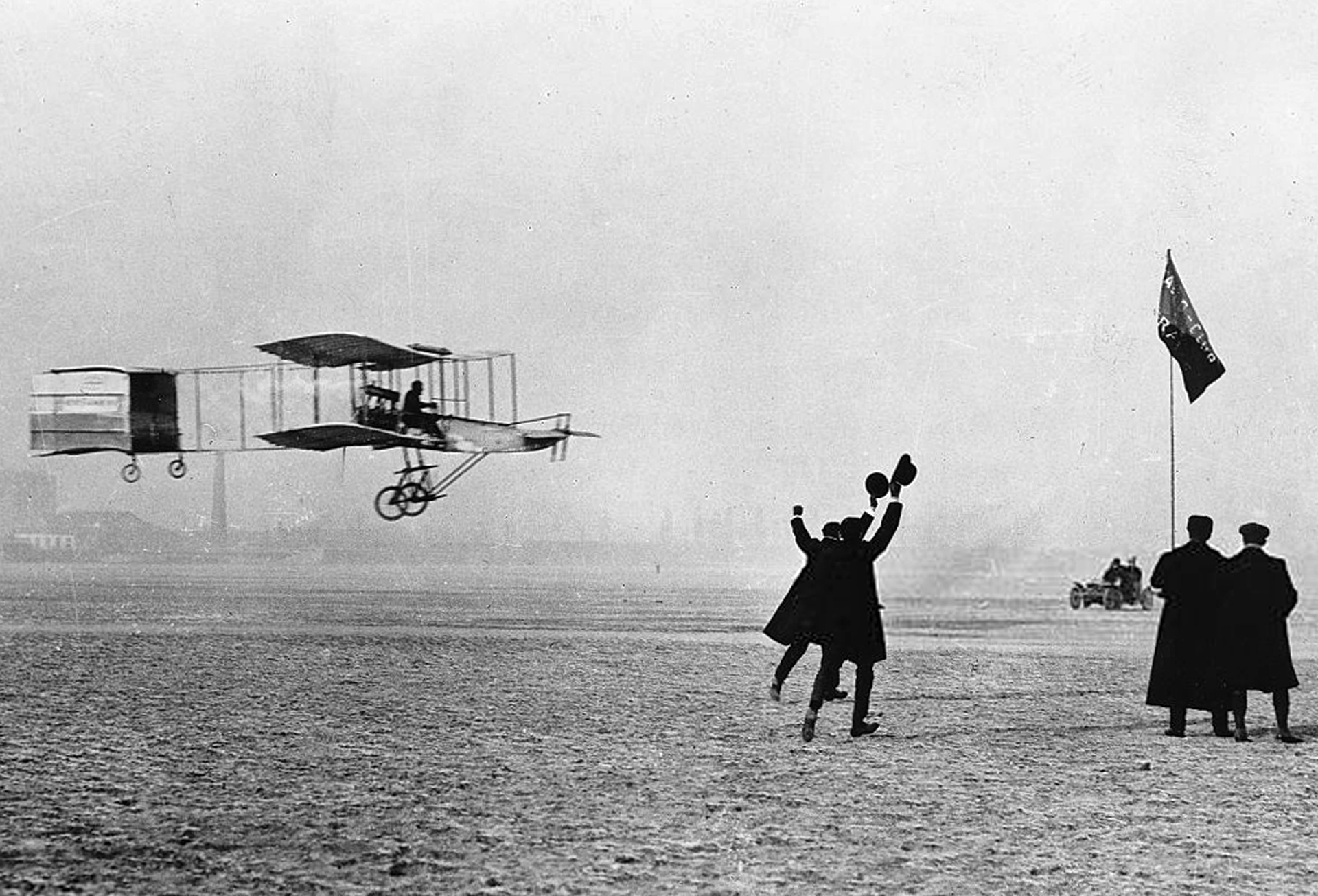
Henri Farman am 13. Januar 1908 auf dem Flugplatz Issy-les-Moulineaux mit seiner Voisin-Farman I beim Flug zum Grand Prix d’Aviation

Henry Deutsch de la Meurthe stiftete 1904 gemeinsam mit Ernest Archdeacon einen weiteren Preis, den Grand Prix d’Aviation. Ausgelobt wurden 50.000 Franc für den ersten Flug eines „Luftfahrzeugs schwerer als Luft“ über eine geschlossene Strecke von mindestens einem Kilometer. Der Preis wurde am 13. Januar 1908 von Henri Farman mit seinem Flugzeug Voisin-Farman I auf dem ab 1905 als Flugfeld genutzten Militär-Übungsplatz in Issy-les-Moulineaux gewonnen (heute Hubschrauberlandeplatz Issy-les-Moulineaux im 15. Pariser Arrondissement). Ein Denkmal von Paul Landowski vor dem Heliport auf der Rue Henri Farman erinnert seit 1929 an diesen Flug.
Den Brüdern Wright gelang mit ihrem Wright Flyer II bereits am 20. September 1904 der erste Flug eines Vollkreises. Am 9. November und 1. Dezember 1904 dauerten ihre Flüge über 5 Minuten; dabei flogen sie annähernd vier Runden über ihrem Übungsplatz, der Huffman Prairie, und legten knapp 5 Kilometer zurück. In Europa schenkte man zu dieser Zeit den Berichten aus den Vereinigten Staaten keinen Glauben. Die Pariser Ausgabe des New York Herald fasste Europas Meinung zu den Brüdern Wright am 10. Februar 1906 wie folgt zusammen:

„The Wright have flown or they have not flown. They possess a machine or they do not possess one. They are in fact either fliers or liars. It is difficult to fly. It’s easy to say, 'We have flown.'“

„Die Brüder Wright sind geflogen oder nicht. Sie besitzen eine Flugmaschine oder sie besitzen keine. Sie sind in der Tat entweder Flieger oder Lügner. Es ist schwierig zu fliegen. Es ist so einfach zu sagen: 'Wir sind geflogen!'“

Im August 1908 demonstrierte Wilbur Wright mit dem Wright Model A an der Rennstrecke Les Hunaudières bei Le Mans, dass er sehr wohl in der Lage war zu fliegen. Archdeacon ließ verlauten, dass er ihnen Unrecht getan habe.

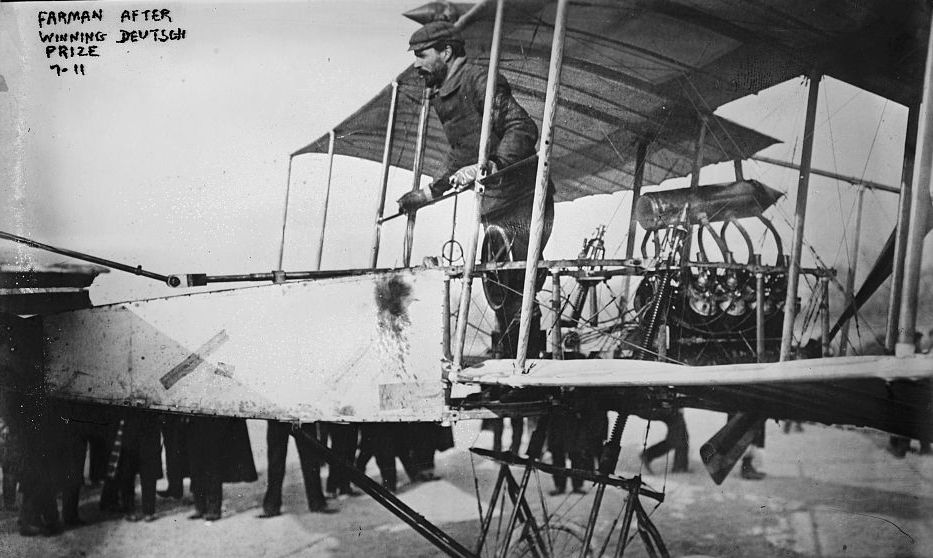
Henri Farman am 13. Januar 1908 nach dem Flug des geschlossenen Kilometers in 01:28 Minuten
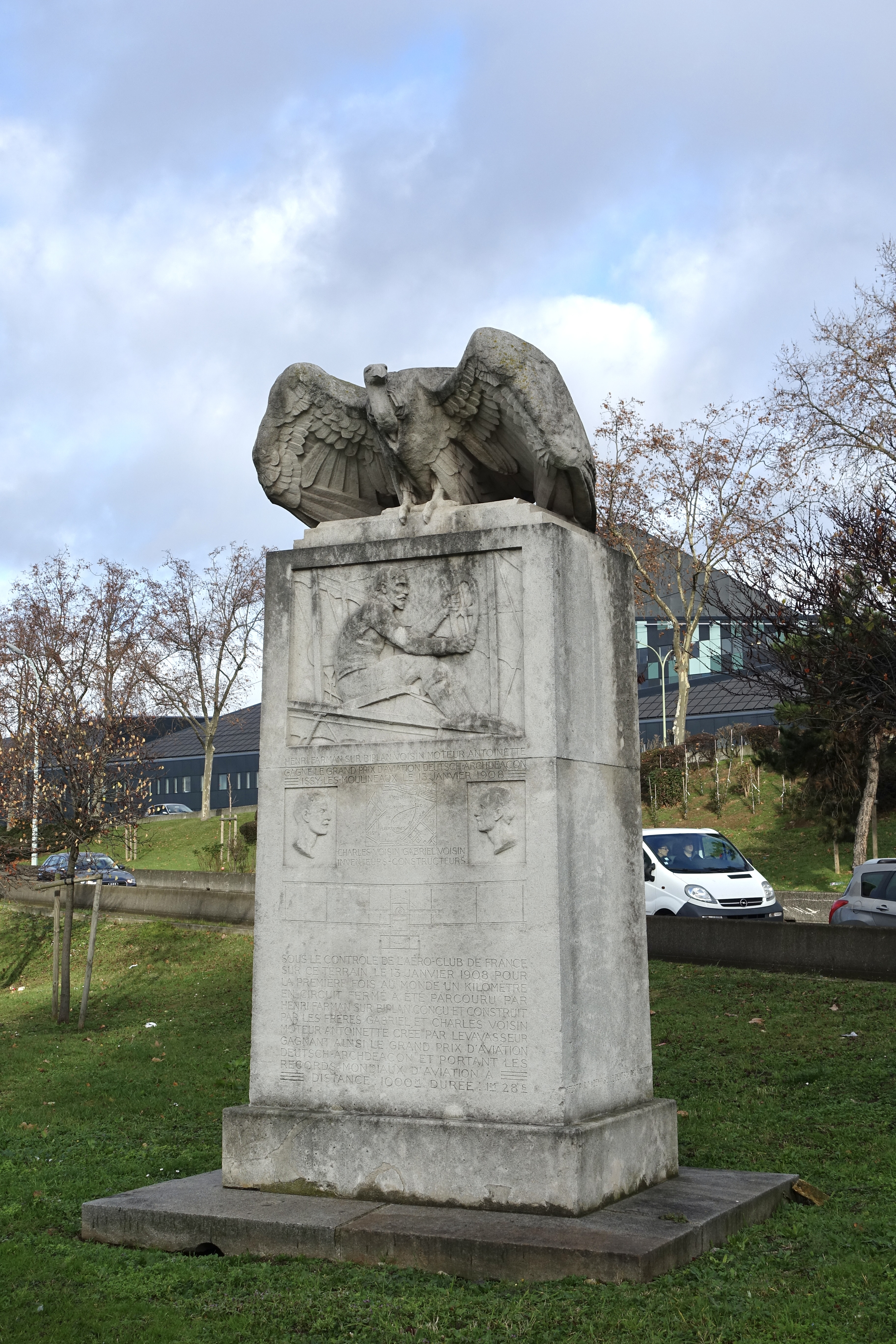
Farman-Voisin-Denkmal an der Rue Henri Farman im 15. Pariser Arrondissement
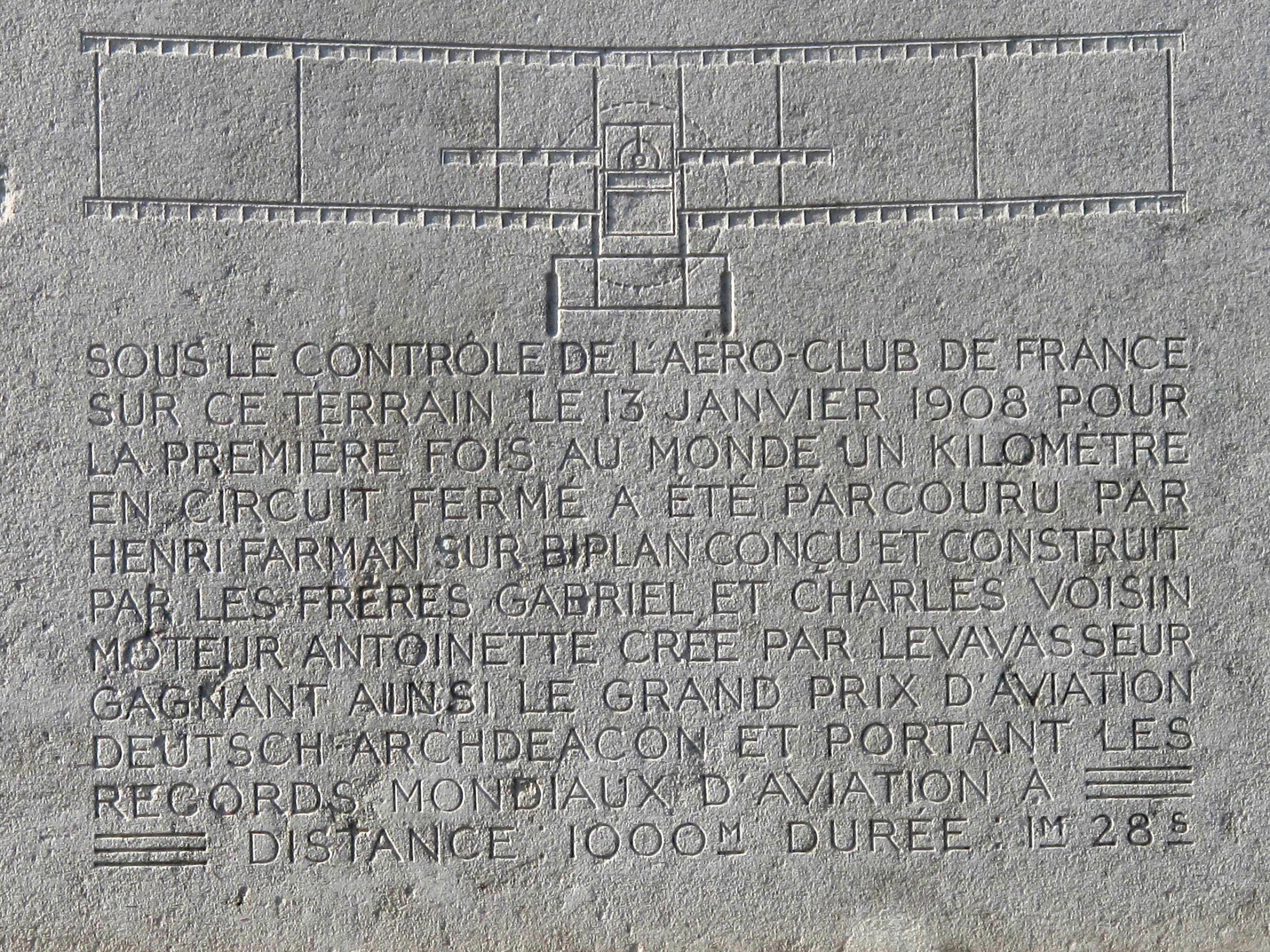
Farman-Voisin-Denkmal Inschrift
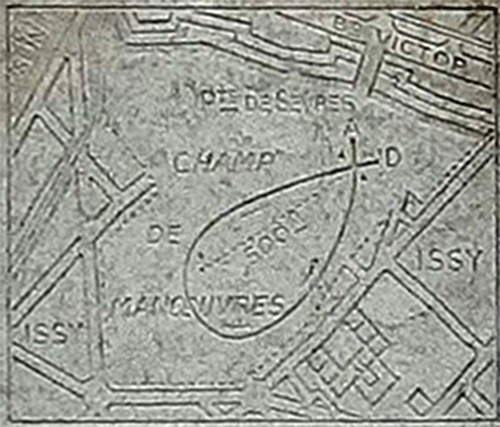
Farman-Voisin-Denkmal Karte